# کموکو کامارا
کموکو کامارا (انگلیسی: Kémoko Camara؛ زادهٔ ۵ آوریل ۱۹۷۵) بازیکن فوتبال اهل گینه بود.
از باشگاه‌هایی که در آن بازی کرده است می‌توان به باشگاه فوتبال بنی سخنین، باشگاه فوتبال داندی یونایتد، باشگاه فوتبال آمازولو، و باشگاه فوتبال ایست استایلینگشا اشاره کرد.
وی همچنین در تیم ملی فوتبال گینه بازی کرده است.